# Григорий (Кация)
Епи́скоп Григо́рий (груз. ეპისკოპოსი გრიგოლი, в миру Георгий Владимирович Кация, груз. გიორგი ვლადიმერის ძე კაცია; 26 августа 1972, Сухуми, Грузинская ССР) — епископ Грузинской православной церкви, епископ Цалкский. Доктор медицинских наук (2003), специалист по сердечно-сосудистой хирургии.

## Епископ
Родился в 1972 году в Сухуми, затем переехал в Саратов, где окончил сначала школу, а затем и Государственный медицинский университет, после чего проходил аспирантуру и докторантуру в московском Институте сердечно-сосудистой хирургии им. Бакулева. В 2003 году защитил диссертацию «Артериальная реваскуляризация миокарда у больных ишемической болезнью сердца» на соискание учёной степени доктора медицинских наук.
26 августа 2010 года принял монашество с именем Григорий в честь преподобного Григория Хандзтийского. 28 августа того же года был рукоположен в сан иеродиакона, а 14 сентября того же года — в сан иеромонаха.
11 октября 2013 года был избран епископом новоучрежденной Марткопской и Гардабанской епархии.
4 декабря того же года последовало его епископское рукоположение в кафедральном соборе Светицховели, которое возглавил католикос-патриарх всея Грузии Илия II.
14 января 2015 года решением Священного Синода назначен епископом Цалкским.
31 октября 2019 года назначен временным управляющим Чкондидской епархией в связи с отстранением от должности и запрещением в священнослужении епископа Петра (Цаавы). Столкнулся с противодействием сторонников смещённого епископа. Не справился с задачей, и 11 февраля 2021 года епархию передали митрополиту Стефану (Калаиджишвили).